# Lukáš Zoubele
Lukáš Zoubele (* 20. prosince 1985, Ústí nad Labem) je český fotbalový záložník, od roku 2021 působící v FC Vysočina Jihlava. Jeho sportovní kariéra je poznamenána řadou zranění.

## Klubová kariéra
Zoubele je odchovancem klubu FK Český Lev Neštěmice, odkud v roce 1999 ve svých 14 letech přestoupil do FK Teplice. V týmu sídlícím na severu Čech se propracoval až do A-týmu. V roce 2006 šel hostovat do FK Ústí nad Labem. Poté hostoval v SK Kladno, odkud se vrátil v roce 2009 zpět do Teplic.

### FK Baumit Jablonec
K 1. 7. 2012 podepsal smlouvu s FK Baumit Jablonec. 17. května 2013 vyhrál s Jabloncem český fotbalový pohár, finálové utkání Poháru České pošty 2012/13 proti Mladé Boleslavi se rozhodlo až v penaltovém rozstřelu, který skončil poměrem 5:4 pro Jablonec (po konci řádné hrací doby byl stav 2:2). S Jabloncem si zahrál i v Evropské lize 2013/14. V létě 2014 s klubem prodloužil kontrakt o půl roku.

### FC Zbrojovka Brno
V prosinci 2014 mu skončila v Jablonci smlouva, klub ji neprodloužil. Na testy jej pozval celek FC Zbrojovka Brno. S týmem následně podepsal smlouvu.

### FC Vysočina Jihlava
Po sezóně 2015/16 přestoupil do FC Vysočina Jihlava, kde podepsal smlouvu na dva roky.